# Sistema Universitario de Texas
El Sistema Universitario de Texas (University of Texas System) es una red de universidades públicas del Estado de Texas, en Estados Unidos. En la actualidad, está compuesta por nueve universidades y cinco centros sanitarios. Además, incluye una universidad a distancia, UT TeleCampus. En total, el sistema instruye a más de 190.000 alumnos.
Los campus de las sucursales de EE. UU. están ubicados en Arlington (fundada en 1895), El Paso (1913), Nacogdoches (Universidad Estatal Stephen F. Austin; fundada en 1923 y se unió al sistema en 2023), Richardson (sucursal de Dallas; 1961), Odessa (sucursal de Permian Basin, 1969), San Antonio (1969), Tyler (1971) y el Valle del Río Grande (creada en 2013, con instrucción a partir de 2015, mediante la fusión de la sucursal Pan American en Edinburg, fundada en 1927, y la sucursal de Brownsville, fundado en 1973). Los centros de ciencias de la salud están ubicados en San Antonio (1969) y Houston (1972); la rama médica en Galveston (1881); el Centro de Cáncer MD Anderson en Houston (1941); el Centro Médico del Suroeste en Dallas (1943). El centro de ciencias de la salud de Tyler, fundado en 1947, se fusionó con UT Tyler en 2021.

## Universidades del sistema
- Universidad Estatal Stephen F. Austin
- Universidad de Texas en Arlington
- Universidad de Texas en Austin
- Universidad de Texas en Dallas
- Universidad de Texas en El Paso
- Universidad de Texas Valle del Río Grande
- Universidad de Texas en San Antonio
- Universidad de Texas en Tyler
- Universidad de Texas en Permian Basin

## Centros sanitarios del sistema
- Centro Científico Sanitario de la Universidad de Texas en Houston
- Centro Científico Sanitario de la Universidad de Texas en San Antonio
- Centro Oncológico M. D. Anderson de la Universidad de Texas
- Centro Médico de la Universidad de Texas (Galveston)
- Centro Médico Suroccidental de la Universidad de Texas en Dallas

## Antiguas instituciones
- Universidad de Texas en Brownsville – Se fusionó con UT Valle del Río Grande en 2013 (la instrucción comenzó en 2015).
- Universidad de Texas–Pan American – Se fusionó con UT Valle del Río Grande en 2013 (la instrucción comenzó en 2015).
- Centro Sanitario de la Universidad de Texas en Tyler – Se fusionó con UT Tyler en 2021.